# František Hromádko
František Hromádko (7. srpna 1898 Proseč – 8. března 1974 Praha) byl český sochař, člen Pracovní skupiny umělců Církve českomoravské (CČM) a výtvarného odboru Kulturní rady Církve československé; dnešní Církve československé husitské.

## Život
Narodil se v rodině kováře v Proseči Františka Hromádka a jeho manželky Anny, rozené Vejrové.
Studoval na Uměleckoprůmyslové škole v Praze a soukromě u sochaře Bohumila Vlčka.
Věnoval se zejména figurální sochařské tvorbě, tvořil též portréty a plastiky. Z materiálů se specializoval na dřevo. Svá díla prezentoval na členských výstavách Sdružení výtvarníků v Praze nebo se Sdružením severočeských výtvarníků. S Církví československou husitskou spolupracoval v rámci Pracovní skupiny umělců CČM. V roce 1943 byl zvolen jednatelem výtvarného odboru této skupiny.

## Dílo
Pro náboženskou obec v Lošticích vytvořil křtitelnici a dřevěnou liturgickou soupravu. Je spoluautorem návrhu pamětní desky faráři Václavu Faltovi na Husově sboru v Nové Pace, busty J. A. Komenského, návrhu církevního symbolu pro školy, řetězu pro biskupy. 
Je autorem oficiálního církevního symbolu Církve československé husitské schváleného ústřední radou v roce 1949. a českých jesliček pro náboženskou obec Praha-Vinohrady. Práce výtvarného odboru se účastnil až do 50. let 20. století, kdy jeho působnost již spadala pod Kulturní radu Církve československé.